# Harry Winston
Harry Winston é uma joalheria de diamantes fundada em 1932, que revolucionou o design, criou invenções de conjuntos de platina flexíveis e artesanais que conseguiram uma leveza, dimensão e brilho inimagináveis. Os designs apresentados pela Harry Winston são excepcionais, executados com uma perfeição irrepreensível e absolutamente intemporais. Baseando-se neste princípios básicos, a Harry Winston é um líder moderno da joalharia de grande luxo e do ramo de máquinas do tempo, em todo o mundo.
Pode encontrar lojas da Harry Winston nos EUA, Europa e Ásia.
A Harry Winston pertence à Aber Diamond Corporation, a primeira empresa de diamantes transaccionada publicamente. A Aber detém 40% de participação na mina de importância mundial Diavek Diamond no território do noroeste do Canadá.